# Caribbean Connection
Caribbean Connection (en español: Conexión caribeña)  es un álbum recopilatorio de varios artistas, siendo presentado por el productor Nelson Gustavo Colón. Fue publicado el 24 de junio de 2008 a través de los sellos discográficos VI Music y Machete Music.
El álbum presenta a distintos exponentes del reggaeton de Puerto Rico con célebres artistas del reggae de Jamaica, Barbados, Cuba y República Dominicana, además de posicionarse en listas importantes de Billboard.

## Concepto
El proyecto se venía gestando en 2007, cuando José “Hyde” Cotto, anunció sus planes de un álbum colaborativo bajo su sello musical Hydrosonic. Dentro del álbum hay una amplia gama de sonidos caribeños para aclarar los rumoreados conflictos entre ambos famosos géneros musicales, de orígenes underground.
Reconocidos cantantes puertorriqueños como Daddy Yankee, Don Omar, Héctor "El Father" y Voltio, así como los cantantes de reggae Notch, Sizzla, Elephant Man, Beenie Man, Sacha, Wayne Wonder, participan en el disco. Por su parte, Colón había tenido experiencia produciendo de manera ejecutiva en álbumes de reguetón previos bajo el sello New Era Entertainment, como Desafío (2003) y La misión 4: The Take Over (2004).

## Lista de canciones
| N.º   | Título                              | Intérprete(s) | Duración |  |
| 1.    | «Intro»                             | Elephant Man, Voltio, Zion & Lennox, Bounty Killer, Wisin, Don Omar, Daddy Yankee, Héctor el Father, Arcángel, Hyde, Franco "El Gorila", Beenie Man, Gocho, Ce'Cile & Jean | 4:07     |  |
| 2.    | «Controlando el área»               | Daddy Yankee con Bounty Killer | 3:34     |  |
| 3.    | «Fly Away»                          | Don Omar con Inner Circle |          |  |
| 4.    | «Pegao (Remix)»                     | Wisin & Yandel con Elephant Man | 3:54     |  |
| 5.    | «Don't Turn Off the Light»          | Varón con Barrington Levy | 4:01     |  |
| 6.    | «Movimiento reptil»                 | Arcángel & De la Ghetto con Mr. Easy | 3:12     |  |
| 7.    | «Don't Stay Away from the Sunshine» | Voltio con Turbulence | 3:52     |  |
| 8.    | «OG»                                | Vico C con T.O.K. | 4:37     |  |
| 9.    | «Latinas»                           | Zion & Lennox con Elephant Man | 2:43     |  |
| 10.   | «Caribeña»                          | Gocho con Notch | 3:11     |  |
| 11.   | «Dance»                             | Ángel & Khriz con Wayne Wonder | 4:16     |  |
| 12.   | «Up in the Club»                    | Héctor el Father con Ce'Cile | 4:23     |  |
| 13.   | «Black or White»                    | Eddie Dee con Sasha | 4:17     |  |
| 14.   | «Millenium Anthem»                  | Franco "El Gorila" con Sánchez | 3:48     |  |
| 15.   | «I Still Be Loving You»             | Yaga & Mackie con Sizzla | 4:02     |  |
| 59:12 |                                     | |          |  |

## Posicionamiento en listas
| Listas (2008)                        | Mejor posición |
| ------------------------------------ | -------------- |
| Estados Unidos (Latin Rhythm Albums) | 3              |
| Estados Unidos (Top Latin Albums)    | 17             |